# Щека (посёлок)
Щека́ — посёлок в Железногорском районе Курской области. Входит в состав Разветьевского сельсовета.

## География
Посёлок расположен в 8,5 км к юго-западу от Железногорска. Высота над уровнем моря — 203 м. Ближайшие населённые пункты: сёла Расторог и Ажово, посёлки Сбородное и Большой Остров.

## История
Основан в годы Столыпинской аграрной реформы (1906—1915) переселенцами из села Ажово. Первоначально посёлок назывался Ажовская Щека.
В 1926 году в посёлке было 15 дворов, проживало 85 человек (36 мужского пола и 49 женского). В то время Щека входила в состав Ажовского сельсовета Долбенкинской волости Дмитровского уезда. В 1937 году в посёлке было 15 дворов. 

## Население
| 1926 | 1979 | 2002 | 2010 |
| ---- | ---- | ---- | ---- |
| 85   | ↘35  | ↘14  | →14  |